# Évreux

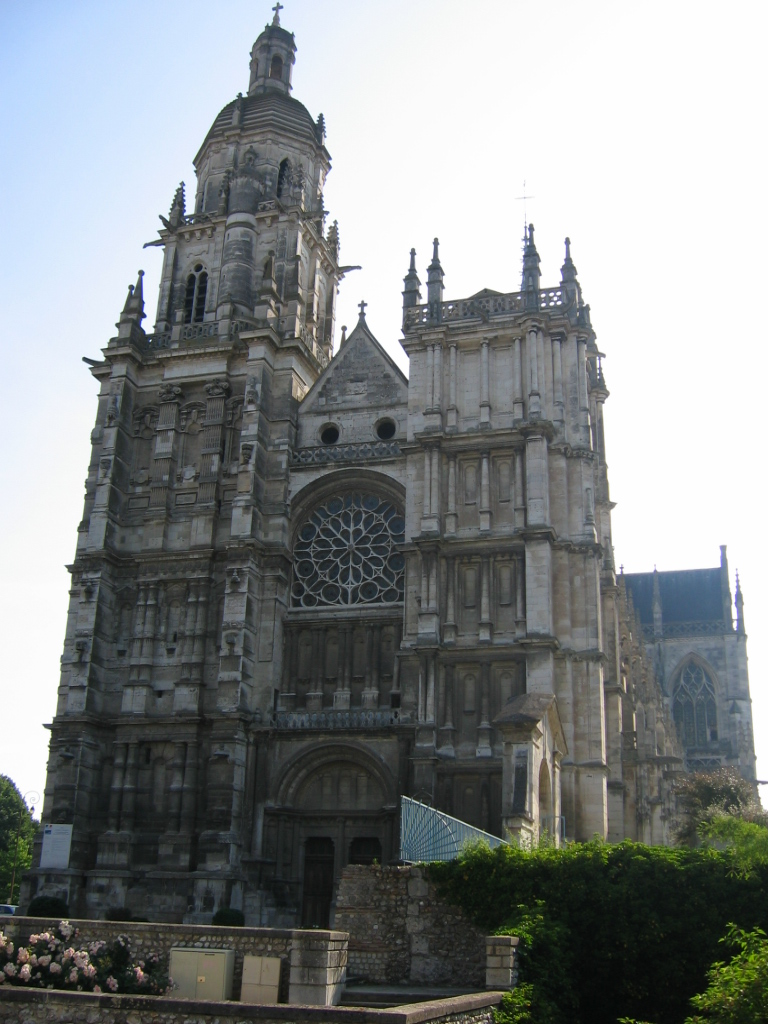
Katedralen i Évreux.

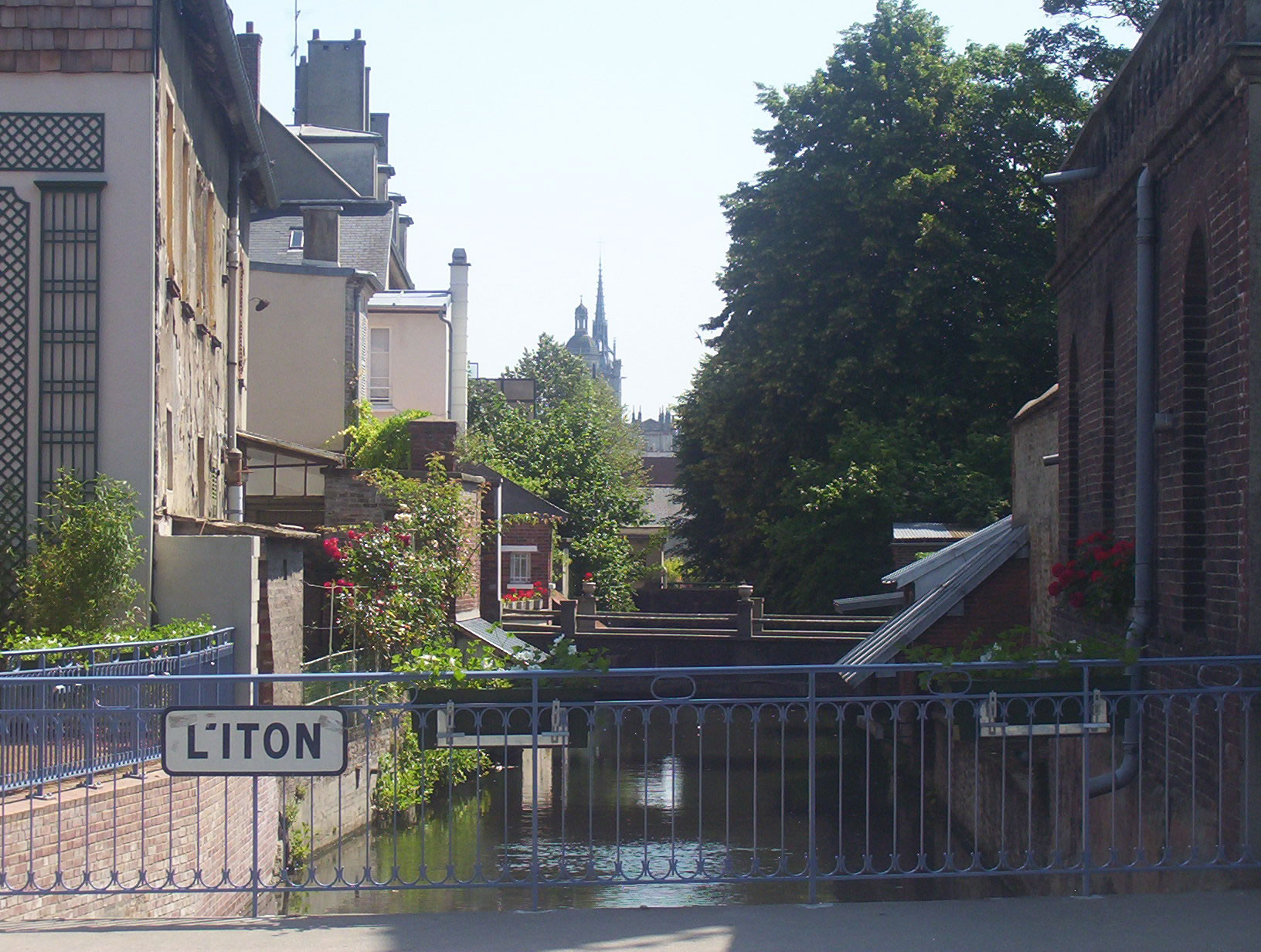
Floden Iton.

Évreux är en kommun i departementet Eure i regionen Normandie i norra Frankrike med 48 335 invånare (2022).
Domkyrkan som är av de största och elegantaste i Frankrike, har anor från landets första kristna tid. Den nuvarande kyrkans byggnadstid inföll huvudsakligen mellan 1000- och 1500-talet. Tillbyggnader och restaureringar, särskilt under 1800-talet, förändrade dock dess utseende. Staden har även i övrigt en mängd äldre byggnader. Dess stora klocktorn ("beffroi"), Tour de l'Horloge, härstammar liksom biskopspalatset från 1400-talet.

## Befolkningsutveckling
Antalet invånare i kommunen Évreux
Referens:INSEE

## Sport
Elitvolleybollaget Évreux VB kommer från kommunen.